# Comuna Zavitne, Lenine
Zavitne (în ucraineană Завітне) este o comună în raionul Lenine, Republica Autonomă Crimeea, Ucraina, formată din satele Iakovenkove, Kostîrine, Naberejne și Zavitne (reședința).

## Demografie
Componența lingvistică a comunei Zavitne
     Rusă (76,31%)
     Ucraineană (13,06%)
     Tătară crimeeană (9,39%)
     Alte limbi (0,32%)
Conform recensământului din 2001, majoritatea populației comunei Zavitne era vorbitoare de rusă (76,31%), existând în minoritate și vorbitori de ucraineană (13,06%) și tătară crimeeană (9,39%).